# 拉斯克尔·卡塔尔久
拉斯克尔·卡塔尔久（Lascăr Catargi） (羅馬尼亞語發音：[ˈlaskər katarˈd͡ʒi]; 1823年11月13日—1899年4月11日)  罗马尼亚保守派政治家。四度出任首相（1866，1871-1876，1889，1891-1895）。在罗马尼亚独立初期的国家事务中发挥主要作用。生于摩尔达维亚雅西。他属于一个古老的瓦拉几亚家族，17世纪瓦拉几亚王子马泰·巴萨拉布（Prince Matei Basarab）被放逐定居在摩尔达维亚。1858年在为确定摩尔达维亚和瓦拉几亚合并后的政治结构而成立的摩尔达维亚代表委员会工作。1859年为摩尔达维亚大公候选人。两公国合并后，他参加秘密委员会，策划推翻罗马尼亚大公亚历山德鲁·约安·库扎(1859–1866在位)，拥戴卡尔亲王，即后来的国王卡罗尔一世。1866年2月-5月为三人摄政委员会成员，同年5月-7月任首相。1871年再次组阁，1876年下野后，领导保守党人猛烈攻击新上台的自由党人。1888年自由党倒台后，又两次出任首相，任内实行土地改革和行政改革，主要是金融和商业改革。